# Tekla Bądarzewska-Baranowska
Tekla Bądarzewska-Baranowska (1834 - 29 september 1861) was een Poolse componiste. Haar geboortejaar is niet geheel zeker. 1829 en 1838 zijn ook bij bronnen terug te vinden.
Zij werd wereldberoemd vanwege haar werk Modlitwa dziewicy, ofwel Het gebed van een maagd, dat werd gepubliceerd in 1856 in Warschau en in 1859 werd toegevoegd aan het Paris Revue et Gazette Musicale. Het is mogelijk een van de grootste verkoopsuccessen op het gebied van pianomuziek aller tijden. Het wordt nog steeds opgenomen en gaat door voor middelmatig moeilijk. De een houdt van het werk vanwege de bekoorlijke, romantische, melodie die hij/zij erin hoort. De ander houdt het voor sentimentele muzak.
Anton Tsjechov laat in zijn toneelstuk Drie Zusters in het vierde bedrijf Het gebed van een maagd klinken nadat de man van een van de zusters relativeert met: "[...] maar begaafd zijn is niet alles." Het is de onwelkome man Protopopov, met wie Natasja een verhouding heeft, die achter de piano zit.
Ook in het kortverhaal 'De stemmer' van Ward Ruyslinck wordt verwezen naar het beroemde pianostuk van Badarzewski. Het hoofdpersonage Tobias Pylyser denkt terug aan de tijd dat hij wat bij verdiende door piano's te stemmen.
'Dat was een plezierig werkje geweest, de mensen bij wie hij kwam zagen hem voor een arme miskende kunstenaar en hij had het altijd heerlijk gevonden om voor de dweperige kostschoolmeisjes en de tot tranen toe bewogen kwezelachtige oude vrijsters het enige stukje ten gehoord te brengen dat hij ooit geleerd had, La Priere d'une Vierge van Thekla Badarzewski. De met de hand geschreven en partij had hij nog steeds bewaard...'
Als herkenningsmelodie bij het ophalen van het huisvuil schalt in Taiwan uit luidsprekers op de vuilniswagens meestal de melodie van "The Maiden's Prayer" (en soms ook "Für Elise") om de lokale bevolking hun komst aan te kondigen.
De Engelse teksten werden geschreven door John Stowell Adams.